# سمورچه پالمر

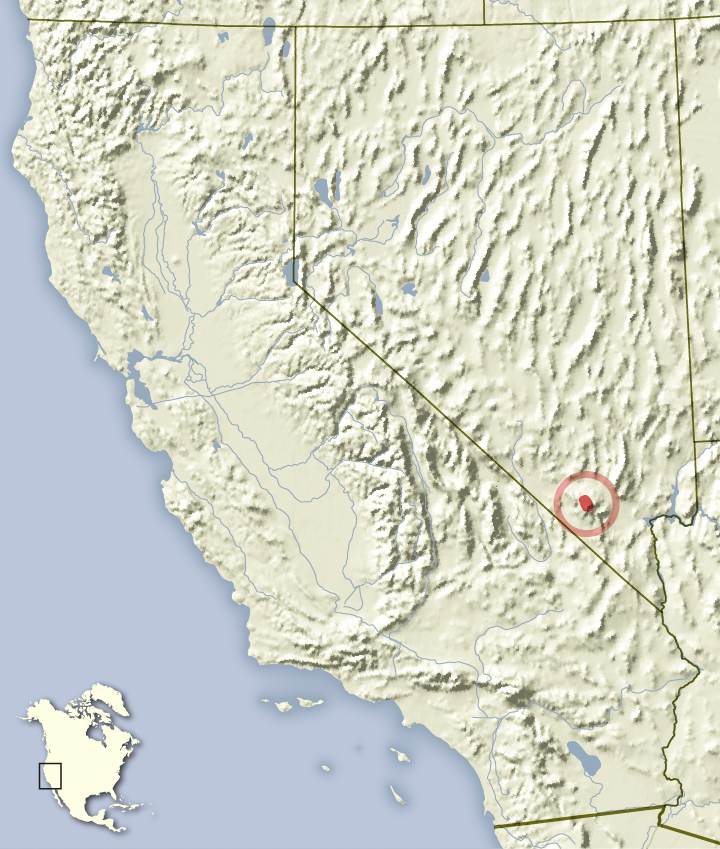

سمورچه پالمر (نام علمی: Neotamias palmeri) نام یک گونه از سرده سمورچه است.